# Euthalia externa
Euthalia externa är en fjärilsart som beskrevs av De Nicéville 1895. Euthalia externa ingår i släktet Euthalia och familjen praktfjärilar. Inga underarter finns listade i Catalogue of Life.